# Ototyphlonemertes spiralis
Ototyphlonemertes spiralis är en djurart som tillhör fylumet slemmaskar, och som beskrevs av Ernest F. Coe 1940. Ototyphlonemertes spiralis ingår i släktet Ototyphlonemertes och familjen Ototyphlonemertidae. Inga underarter finns listade i Catalogue of Life.